# William Hoste
Sir William Hoste, I Baronetto, KCB (Ingoldisthorpe, 26 agosto 1780 – Londra, 6 dicembre 1828), è stato un militare britannico, ufficiale della Royal Navy.
Conosciuto come uno dei protégés di Horatio Nelson, Hoste fu uno dei grandi capitani di fregata delle guerre napoleoniche, prendendo parte a sei battaglie principali tra cui la cattura di un porto pesantemente fortificato. Fu però assente a Trafalgar perché era stato mandato a portare regali al Dey di Algeri.

## Biografia

### Infanzia ed educazione
Fu il secondo di otto figli del reverendo Dixon Hoste (1750–1805) e di Margaret Stanforth. Al tempo della sua nascita il padre era rettore di Godwick e Tittleshall, nel Norfolk. Nacque a Ingoldisthorpe e la famiglia si trasferì in seguito a Godwick Hall, a est di Tittleshall, affittata da Thomas Coke di Holkham Hall, che in seguito divenne primo conte di Leicester.
Hoste fu per un periodo educato a King's Lynn e poi alla Paston School di North Walsham, dove Horatio Nelson stesso studiò alcuni anni prima. Dixon Hoste riuscì a far scrivere il nome di Hoste nei registri della HMS Europa come assistente del capitano quando il figlio aveva solo 5 anni, anche se non prese il mare fino ai 12 o 13 anni.
Questo periodo corrispose con l'inizio della guerra con la Francia nel febbraio 1793. Non avendo alcun influenza o contatto nella marina, Dixon Hoste chiese al suo padrone di casa, Thomas Coke, per un aiuto e gli fu presentato Nelson, che in quel periodo viveva nelle vicinanze a Burnham Thorpe e che era da poco stato nominato capitano della HMS Agamemnon, una nave di terzo rango da 64 cannoni, che era in allestimento all'arsenale di Chatham.

### Gli inizi sotto Nelson
Nelson accettò Hoste come assistente del capitano sulla HMS Agamemnon, sulla quale s'imbarcò a Portsmouth alla fine dell'aprile 1793. La nave si unì alla Mediterranean Fleet al comando di Lord Hood e fu proprio nel Mediterraneo e nell'Adriatico che Hoste passò la maggior parte del suo servizio. Gli estratti delle lettere di Nelson alla moglie menzionano frequentemente Hoste; ad esempio: ‘senza dubbio alcuno il migliore ragazzo che abbia mai incontrato’ e ‘la sua galanteria non potrà mai essere superata e ogni giorno lo rivetta più forte al mio cuore’. Un altro aiutante del capitano a bordo della Agamemnon era Josiah Nisbet, il figliastro di Nelson, ma le lettere suggeriscono che Hoste divenne rapidamente uno dei preferiti del capitano e che Josiah in molti aspetti fosse reputato peggiore di Hoste. Fu promosso aspirante guardiamarina da Nelson il 1 febbraio 1794 e servì con lui durante il blocco navale e l'assalto della Corsica del 7 febbraio.
Nel 1796 Hoste si trasferì con Nelson sulla HMS Captain e fu con lui durante la battaglia di Capo San Vincenzo, dove la flotta britannica al comando dell'ammiraglio Sir John Jervis sconfisse la flotta spagnola quasi due volte più numerosa. La Captain fu pesantemente coinvolta nel combattimento e catturò le più grandi San Josef e San Nicolas, rispettivamente di 112 e 80 cannoni.
La Captain iniziò la battaglia al fondo della linea britannica. Invece di continuare a seguire la linea, Nelson disobbedì agli ordini e abbatté, avvicinandosi all'avanguardia spagnola che consisteva nel vascello da 112 cannoni San Josef, nel vascello da 80 cannoni San Nicolas e in quello da 130 cannoni Santísima Trinidad. La Captain ingaggio tutte e tre le navi, assistita dalla HMS Culloden che era arrivata in aiuto. Dopo un'ora di scambio di bordate, che avevano lasciato la Captain e la Culloden pesantemente danneggiate, Nelson si ritrovò affiancato alla San Nicolas, che abbordò e forzò alla resa. La San Josef tentò di soccorrere la San Nicolas ma rimase incastrata con la nave amica e si ritrovò immobilizzata. Nelson condusse i suoi uomini dal ponte della San Nicolas a quello della San Josef, catturando anche questa.

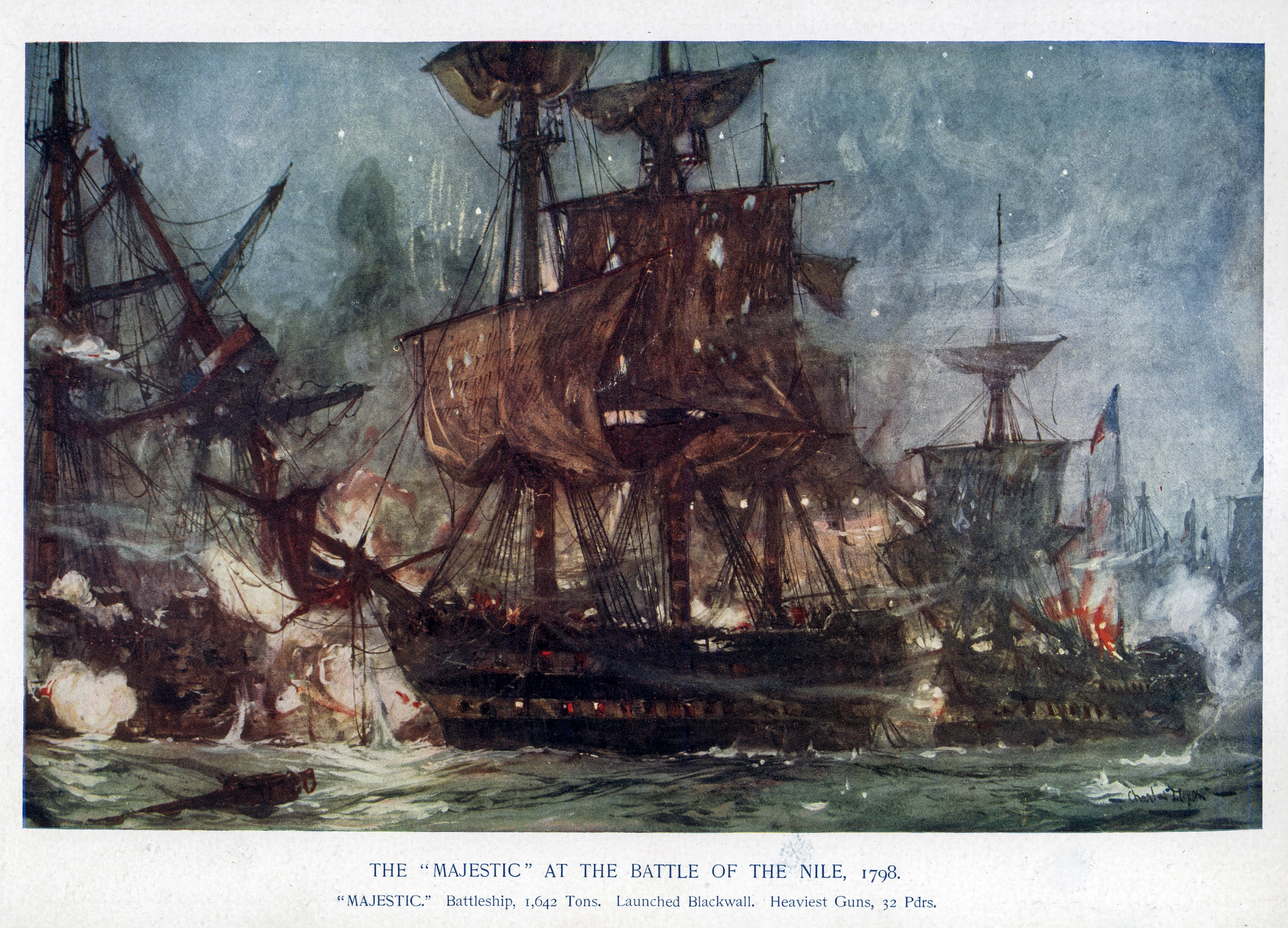
Battaglia del Nilo

Nel giugno 1797 fu trasferito sulla HMS Theseus, un vascello di terzo rango da 74 cannoni. La Theseus era una nave 'problematica', quindi Nelson e alcuni ufficiali accuratamente selezionati, inclusi Hoste, il capitano di vascello Ralph Willett Miller e il tenente di vascello John Weatherhead, furono mandati a bordo per riportare l'ordine. La tattica fu un successo e Nelson ricevette una lettera dai quasi-ammutinati che recitava "Ringraziamo l'Ammiraglio (Nelson) per gli ufficiali che ci ha assegnato come superiori".
Nel luglio dello stesso anno la Theseus fu presente alla battaglia di Santa Cruz de Tenerife, anche se Hoste rimase a bordo e non prese parte all'assalto. In seguito alla morte in battaglia del tenente Weatherhead, Nelson promosse Hoste a tenente di vascello per riempire il posto vacante, confermando poi la posizione nel febbraio 1798, grazie al tempo in cui era stato segnato nei registi della Europa.
Nello stesso anno Hoste, ancora a bordo della HMS Theseus, fu presente alla battaglia del Nilo. La flotta della Royal Navy era in inferiorità numerica, almeno in potenza di fuoco, rispetto ai francesi, che potevano disporre del vascello di linea da 118 cannoni L'Orient, di tre navi da 80 cannoni e di nove navi da 74 cannoni. La flotta della Royal Navy consisteva invece in solo tredici navi da 74 cannoni e in un vascello di quarto rango da 50 cannoni. La battaglia comunque fu una decisiva vittoria britannica.
Dopo la battaglia Nelson spedì il suo resoconto a Londra, prendendo la precauzione di mandarne una copia sul brigantino HMS Mutine, al comando del tenente Thomas Capel. A Napoli Capel avrebbe dovuto continuare trasportando il messaggio fino in patria e lasciando il comando della Mutine a Hoste. Quando prese il comando, Hoste divenne comandante a soli 18 anni. Portando la notizia della vittoria, salpò prima verso Gibilterra, per poi riunirsi alla flotta al comando di Lord St Vincent davanti a Cadice. La sua promozione a capitano di corvetta fu confermata nel dicembre 1798.

### Al comando
Hoste continuò al comando della Mutine per i successivi tre anni, combattendo in Italia agli ordini di Nelson, dove nell'autunno 1799 prese parte alla cattura di Roma. In seguito servì agli ordini di Lord Keith, che lo conosceva poco e la sua carriera parve stallare, fino a quando, nel gennaio 1802, probabilmente su spinta di Nelson, fu promosso capitano di fregata da Lord St Vincent, al tempo Primo Lord dell'Ammiragliato.
In questo periodo Hoste era ad Alessandria, dove contrasse la malaria e un'infezione polmonare, che ebbero poi un effetto duraturo sulla sua salute. Passò la convalescenza con Lady e Lord Elgin ad Atene, dove iniziò gli studi delle antichità classiche, che completò a Firenze durante il suo servizio sulla fregata HMS Greyhound, che incrociava davanti alla costa italiana.
Hoste servì quasi continuativamente durante la Pace di Amiens, ritornando in Inghilterra brevemente dell'aprile 1803, prima di prendere il comando della HMS Eurydice nell'ottobre dello stesso anno.
Nelson lo richiamò a Cadice nel settembre 1805 e gli diede il comando della fregata da 32 cannoni HMS Amphion. Fu mandato in missione diplomatica ad Algeri e perse quindi al battaglia di Trafalgar solo di qualche giorno, scoprendo della morte di Nelson solo al suo ritorno in novembre. Scrisse in una lettera al padre che "Non avervi partecipato [alla battaglia] è già abbastanza per farmi impazzire, ma l'aver perso un tale amico è sufficiente quasi a sopraffarmi".

### Le campagne nell'Adriatico
Un certo numero di successi nel Mediterraneo nei seguenti 18 mesi furono abbastanza per portare Hoste all'attenzione di Lord Collingwood, che lo mandò nell'Adriatico. Lì condusse da solo una campagna aggressiva contro il naviglio mercantile nemico e alcune installazioni costiere, bloccando quasi del tutto il commercio costiero antagonista. Per la fine del 1809 Hoste e il suo equipaggio ebbero catturato o affondato più di 200 navi nemiche. I suoi successi furono ricompensati con il comando, come commodoro, di una piccola squadra di fregate, composta dalla HMS Amphion, la HMS Active (36 cannoni), la HMS Volage (22 cannoni) e la HMS Cerberus (32 cannoni). Le operazioni continuarono e la base fu stabilita a Lissa, da dove Hoste fu capace di dominare l'Adriatico con solo quattro navi. Solo nei mesi di marzo e aprile 1810 presero o distrussero 46 navi.

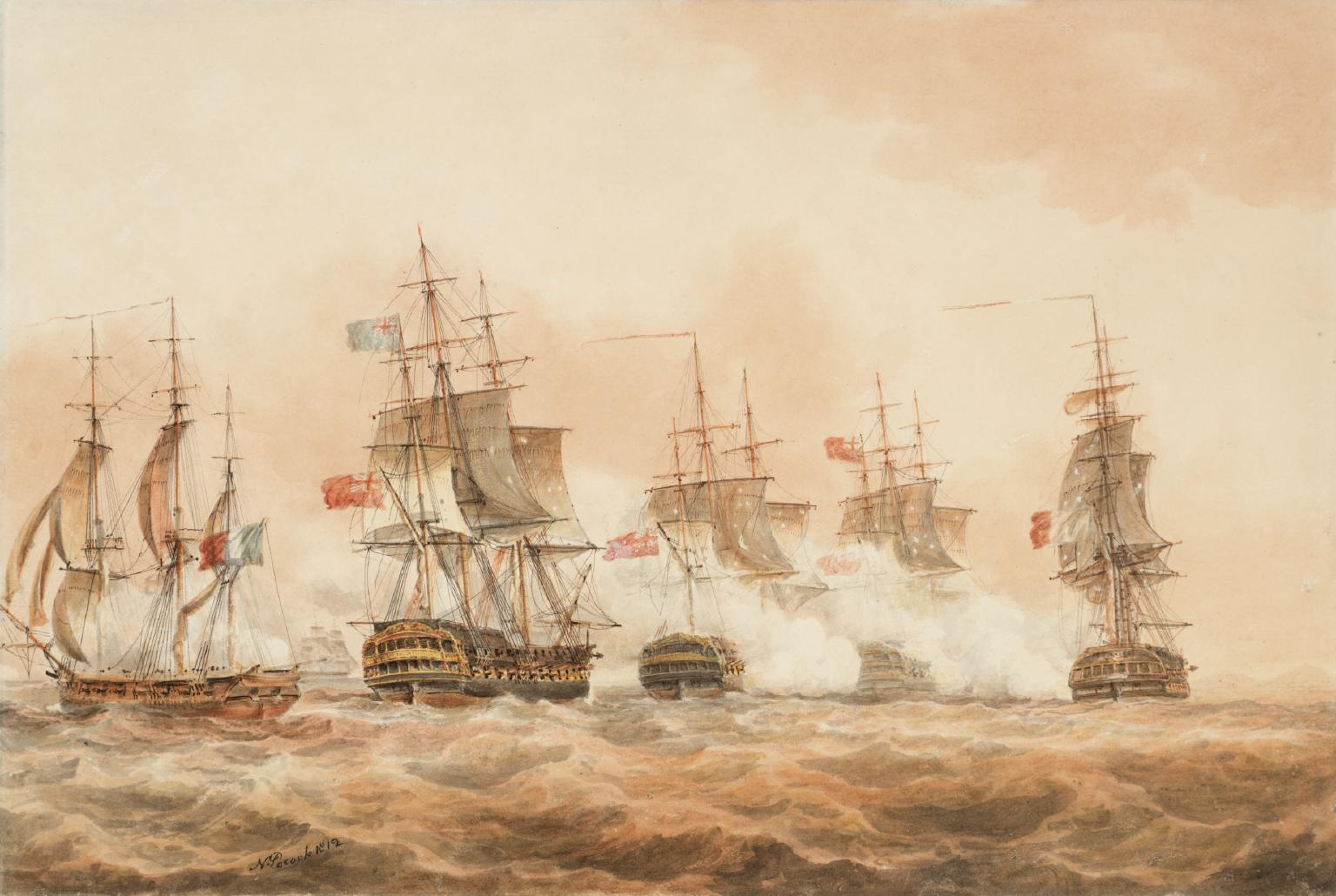
Battaglia di Lissa

I francesi e i loro alleati divennero così frustrati per il danno al commercio che una squadra franco-veneziana, al comando di un aggressivo capitano di fregata di nome Bernard Dubourdieu, fu spedita nell'area e il 13 marzo 1811 attaccò la piccola forza di Hoste in quella che viene ricordata come la battaglia di Lissa del 1811. La squadra di Dubourdieu, composta da sette fregate e quattro navi minori, aveva un totale di 276 cannoni e quasi 2 000 uomini, superando significativamente quella di Hoste, che aveva quattro fregate, per un totale di soli 124 cannoni e meno di 900 uomini. L'ufficiale francese imitò l'attacco di Nelson a Trafalgar, navigando verso la linea inglese da sopravento con le sue navi in due linee. Tuttavia, segnalando "ricordate Nelson" ai suoi uomini, Hoste sfruttò la sua superiore esperienza nel manovrare e con l'artiglieria per battere la numerosa flotta nemica, con la perdita di 50 uomini uccisi e 132 feriti. Dubourdieu fu ucciso, una delle fregate francesi si spiaggiò e un'altra fu catturata, come anche due veneziane. Il segnale di Hoste ebbe un profondo effetto sugli uomini. Fu accolto da tutti con grida d'incitamento e il capitano Hornby della Volage scrisse in seguito: "Mai più nella mia vita vedrò un momento così interessante o glorioso".
L'Amphion fu così gravemente danneggiata che fu obbligata a tornare in Inghilterra, dove Hoste ricevette il comando della HMS Bacchante (38 cannoni). Non ritornò nell'Adriatico però fino al 1812. Hoste continuò a dimostrare la stessa iniziativa e aggressività già mostrate. Aiutò a catturare Spalato nel novembre 1813, assistendo il 35th Regiment of Foot. Poi, lavorando con le forze montenegrine, attaccò la fortezza di Cattaro, issando i cannoni e i mortai in postazioni al di sopra del forte utilizzando paranchi e bozzelli. La guarnigione francese non ebbe alternativa se non arrendersi il 5 gennaio 1814. Hoste immediatamente ripeté questa tattica con Ragusa (oggi Dubrovnik), che si arrese il 27 dello stesso mese.

### Gli ultimi anni
La salute di Hoste, compromessa dalla malaria e dalla sua precedente malattia polmonare, peggiorò e fu obbligato a tornare in Inghilterra. Nel 1814 fu nominato baronetto e nel 1815 fu nominato Cavaliere Commendatore dell'Ordine del Bagno (KCB). Nel 1825 fu assegnato allo yacht reale Royal Sovereign.
Nel gennaio 1828 prese un'influenza che colpì i suoi polmoni già deboli e il 6 dicembre 1828 morì a Londra di tubercolosi. Fu sepolto nella Cappella di San Giovanni, nella Torre di Londra.

## Vita privata
Sposò il 17 aprile 1817 Lady Harriet Walpole (1 marzo 1792 – 18 aprile 1875), la figlia di Horatio Walpole, II conte di Orford, e di Sophia Churchill. Ebbero i seguenti figli:
- Caroline Harriet Clementina Hoste
- Priscilla Anne Hoste (sconosciuta – 21 ottobre 1854)
- Sir William Legge George Hoste (19 marzo 1818 – 10 settembre 1868) - ammiraglio
- Theodore Oxford Raphael Hoste (31 luglio 1819 – 1835)
- Psyche Rose Elizabeth Hoste (4 aprile 1822 – 8 luglio 1904)
- Wyndham Horatio Nelson Hoste (2 febbraio 1825 – sconosciuta)

## Eredità
Le azioni di Hoste a Cattaro e Ragusa furono poi immortalate nella fantasia, dove furono attribuite al capitano Jack Aubrey, il personaggio principale dei 20 libri della serie omonima di Patrick O'Brian. Una piccola isola all'entrata della baia di Lissa si chiama Isola di Hoste in suo onore, mentre il Sir William Hoste Cricket Club di Lissa fu fondato dagli isolani croati che avevano scoperto che l'inglese aveva organizzato una partita lì durante l'occupazione britannica.
L'Hoste Hotel di Burnham Market, nel Norfolk, è così chiamato in onore di William Hoste e include un museo in tributo a Nelson.

Un giorno, durante una conversazione con il padre di Hoste, Nelson esclamò:
"Il suo valore come uomo e come ufficiale eccede qualsiasi cosa possa dire di lui l'amico più sincero. Prego Dio di benedire il mio caro William".
Lord Radstock scrisse:
"I reputo te (Hoste) vero e valido allievo del mio incomparabile e sempre compianto amico Lord Nelson".